# Tunis El Manar universitet
Tunis El Manar universitet (arabiska:  جامعة تونس المنار, franska: Université de Tunis - El Manar) är ett tunisiskt universitet baserat i Tunis. U.S. News & World Report rankade 2016 universitetet som det elfte främsta i arabvärlden. 